# Peter McDonnell
Peter McDonnell (Kendal, 11 giugno 1953) è un ex calciatore inglese, di ruolo portiere.

## Carriera
Ha giocato sempre in Inghilterra, fatta eccezione per la stagione 1982-1983 passata ad Hong Kong.
Visse il suo periodo più titolato da portiere di riserva del Liverpool, con cui, tra il 1974 e il 1978, vinse 2 UEFA Champions League, 1 Coppa UEFA e 1 Supercoppa UEFA più alcuni trofei nazionali, pur senza scendere in campo.

## Palmarès

### Club

#### Competizioni nazionali
- Campionato inglese: 2

Liverpool: 1975-1976, 1976-1977
- Community Shield: 3

Liverpool: 1974, 1976, 1977

#### Competizioni internazionali
- Coppa dei Campioni: 2

Liverpool: 1976-1977, 1977-1978
- Coppa UEFA: 1

Liverpool: 1975-1976
- Supercoppa UEFA: 1

Liverpool: 1977